# Маслов, Виктор Павлович
Ви́ктор Па́влович Ма́слов (15 июня 1930, Москва — 3 августа 2023) — советский и российский математик, специалист в области математической физики, академик РАН (с 1991, АН СССР — с 1984 года), доктор физико-математических наук, профессор.

## Биография
Сын учёного-статистика Павла Петровича Маслова и научного сотрудника Изольды Мееровны Лукомской (1904—1981). Внук экономиста-аграрника, академика Петра Павловича Маслова и доктора медицины и публициста, профессора Меера Яковлевича Лукомского. 
Воспитывался в семье историка и философа Бориса Фёдоровича Поршнева, за которого вторым браком в 1937 году вышла замуж его мать. В начале Великой Отечественной войны был с матерью, бабушкой и другими членами семьи матери эвакуирован в Казань.
В 1953 году окончил физический факультет Московского государственного университета им. М. В. Ломоносова. Преподавал в университете. В 1957 году защитил кандидатскую диссертацию (научный руководитель — С. В. Фомин), в 1966 году — докторскую диссертацию.
В 1984 году избран академиком АН СССР (Отделение математики).
С 1968 по 1998 год заведовал кафедрой прикладной математики Московского института электронного машиностроения (ныне Московский институт электроники и математики (МИЭМ) Национального исследовательского университета «Высшая школа экономики»). С 1992 по 2016 год заведовал кафедрой квантовой статистики и теории поля физического факультета МГУ. Руководил лабораторией механики природных катастроф Института проблем механики РАН.
Главный редактор журналов «Математические заметки» и Russian Journal of Mathematical Physics, член редколлегии журнала «Теоретическая и математическая физика».
Занимал должность профессора-исследователя Департамента прикладной математики МИЭМ НИУ ВШЭ.
Последние три десятилетия проживал в Троицке.
Скончался 3 августа 2023 года на 94-м году жизни.

## Семья
В начале 1970-х годов познакомился со студенткой физического факультета МГУ, дочерью Ле Зуана — Ле Ву Ань, которая в 1975 году вышла за него замуж. В семье Масловых родилось трое детей. В 1981 году после рождения третьего ребёнка — сына Антона — Ань умерла от ПРК. После этого Маслову пришлось бороться за своих детей с их дедом Ле Зуаном. Эта борьба имела политический подтекст и закончилась «победой» отца детей только в 1985 году. Своего тестя В. П. Маслов так ни разу и не видел.

## Научная деятельность
Известен как крупный специалист в области математической физики, дифференциальных уравнений, функционального анализа, механики и квантовой физики. Разработал асимптотические методы, широко применяемые к уравнениям, возникающим в квантовой механике, теории поля, статистической физике, абстрактной математике, и носящие его имя. Асимптотические методы Маслова тесно связаны с такими проблемами, как теория самосогласованного поля в квантовой и классической статистике, сверхтекучесть и сверхпроводимость, квантование солитонов, квантовая теория поля в сильных внешних полях и в искривлённом пространстве-времени, метод разложения по обратному числу типов частиц. В 1983 году выступал на Международном конгрессе математиков в Варшаве с пленарным докладом «Нестандартные характеристики асимптотических проблем».
Занимался проблемами жидкости и газа, проводил фундаментальные исследования по проблемам магнитной гидродинамики, связанным с проблемой динамо.
Участвовал в расчётах по аварийному блоку Чернобыльской АЭС, моделированию и прогнозированию экономической ситуации в России (1991 год).
С начала 1990-х годов работал над использованием уравнений математической физики в экономике и финансовом анализе. В частности, по утверждению самого Маслова в интервью «Российской газете», ему удалось спрогнозировать дефолт 1998 года в России, а ещё ранее — крах экономической и как следствие развал политической системы СССР. В 2008 году Маслов, по его собственным словам, спрогнозировал мировую рецессию конца 2000-х годов. Он рассчитал критическое число долгов США, и выяснил, что в ближайшее время должен разразиться кризис. При расчётах использовались уравнения, аналогичные уравнениям фазового перехода в физике. В середине 80-х В. П. Маслов ввёл термин тропическая математика, в которой рассматривались операции задачи условной оптимизации
Автор более 300 научных работ, в том числе 12 монографий.
С именем В. П. Маслова связано множество научных понятий:
- индекс Маслова (Maslov index);
- канонический оператор Маслова — понятие введено Масловым (Fourier integral operators);
- лагранжево подмногообразие — понятие введено Масловым (Lagrangian submanifold);
- класс Маслова (Maslov class);
- метод Маслова (Maslov method);
- цикл и коцикл Маслова (Maslov cycle, Maslov cocycle);
- фаза Маслова (Maslov phase);
- форма Маслова (Maslov form);
- расслоение Маслова (Maslov bundle);
- деквантование Маслова (Maslov dequantization);
- число Маслова (Maslov number);
- квантование Маслова (Maslov quantization);
- интеграл Маслова (Maslov integral);
- цепочка Гюгонио — Маслова (Hugoniot-Maslov chains);
- поправка Маслова (Maslov correction);
- сейсмограмма Маслова, Чапмана — Маслова, Кирхгофа — Маслова и др. (Maslov seismogram);
- представление Маслова (Maslov representation);
- комплексный росток Маслова.

## Премии и награды
- Государственная премия СССР (1978) — за цикл работ по операторному исчислению (совместно с В. А. Диткиным и А. П. Прудниковым)
- Золотая медаль имени А. М. Ляпунова (1982)
- Ленинская премия (1985) — за монографию «Теория возмущений и асимптотические методы»
- Мемориальная лекция Соломона Лефшеца (1991)
- Государственная премия Российской Федерации (1997) — за цикл работ «Новые методы в нелинейных проблемах математической физики и механики, приводящие к новым интегродифференциальным уравнениям»
- Государственная премия Российской Федерации (2013) — за выдающийся вклад в развитие математики и разработку математических основ современной термодинамики[16]
- Демидовская премия (2000)
- Пленарный доклад на Международном конгрессе математиков (1983)
- Почётный член международного физико-химического Сольвейского института
- Почётный диплом ассоциации «Глобальная энергия»[17] (2020)

## Монографии
- Маслов В. П. Теория возмущений и асимптотические методы. — М.: МГУ, 1965.
- Маслов В. П. Операторные методы. — М.: Наука, 1973 (переведена на англ., фр., японский и др. языки).
- Маслов В. П., Федорюк М. В. Квазиклассическое приближение для уравнений квантовой механики. — М.: Наука, 1976.
- Маслов В. П. Комплексные марковские цепи и континуальный интеграл Фейнмана (для нелинейных уравнений). — М.: Наука, 1976.
- Маслов В. П. Комплексный метод ВКБ в нелинейных уравнениях. — М.: Наука, 1977.
- Маслов В. П., Данилов В. Г., Волосов К. А. Математическое моделирование процессов тепломассопереноса. — М.: Наука, 1987.
- Маслов В. П. Асимптотические методы решения псевдодифференциальных уравнений. — М.: Наука, 1987. — 408 с.
- Маслов В. П. Асимптотические методы и теория возмущений. — М.: Наука, 1988.
- Маслов В. П., Мясников В. П., Данилов В. Г. Математическое моделирование аварийного блока Чернобыльской АЭС. — М.: Наука, 1988.
- Карасёв М. В., Маслов В. П. Нелинейная скобка Пуассона. Геометрия и квантование. — М.: Наука, 1991. — ISBN 5-02-014325-1.
- Идемпотентный анализ и его применение в оптимальном управлении. М., 1994 (совм. с В. Н. Колокольцовым);
- Маслов В. П., Шведов О. Ю. Метод комплексного ростка в задаче многих частиц и квантовой теории поля. — М.: Едиториал УРСС, 2000. — ISBN 5-8360-0062-X.
- Маслов В. П. Квантование термодинамики и ультравторичное квантование. — М.: Институт компьютерных исследований, 2001. — ISBN 5-93972-082-X. (2-е изд. 2006)